# Network Information Service
Network Information Service (NIS) nommé aussi Yellow Pages est un protocole client serveur développé par Sun permettant la centralisation d'informations sur un réseau UNIX.

## Présentation
Son but est de distribuer les informations contenues dans des fichiers de configuration contenant par exemple les noms d'hôte (/etc/hosts), les comptes utilisateurs (/etc/passwd), etc. sur un réseau.
Un serveur NIS stocke et distribue donc les informations administratives du réseau, qui se comporte ainsi comme un ensemble cohérent de comptes utilisateurs, groupes, machines, etc.
À l'origine, NIS est sorti sous le nom de « Yellow Pages » (YP) ou Pages jaunes mais le nom étant déposé par la compagnie britannique British Telecom, Sun a renommé son protocole NIS.  Cependant, les commandes NIS commencent toutes par yp.
NIS est réputé pour être faible en matière de sécurité.

## Composition et fonctionnement
NIS comporte un serveur, une bibliothèque d'accès client  et des commandes d'administration.
Le serveur NIS génère des cartes (aussi appelé maps) stockées dans des fichiers de base de données (en général DBM ou GDB) à partir des fichiers de configuration.
Le client récupère les informations en interrogeant le serveur à partir d'appels RPC.

## Commandes
Quelques commandes de base du côté des postes clients :
- yppasswd
- ypcat
- ypmatch
- ypwhich
- ypclnt

## Les projets liés
- NIS+ : évolution de NIS plus sécurisée et mieux adaptée aux gros réseaux, développée par Sun
- NYS

## Solutions concurrentes
Aujourd'hui, NIS est de plus en plus abandonné au profit des protocoles LDAP, Kerberos, RADIUS ou autres, plus sécurisés et compatibles avec des réseaux hétérogènes.